# Görgülü vs. Germania
Cazul Görgülü vs. Germania (petiția 74969/01, hotărârea din 26 februarie 2004).  reprezintă un caz judecat la Curtea Europeană a Drepturilor Omului, în care Germania a fost sancționată pentru nerespectarea vieții de familie (încălcarea art. 8 din Convenție) deoarece nu au permis accesul tatălui biologic la copilul său adoptat de către o altă familie. În acest caz, Curtea de la Strasbourg a ajuns la o concluzie cu aplicabilitate mai largă pentru toate statele semnatare ale Convenției Europene a Drepturilor Omului și anume aceea că existența unei legături de sânge și a dorinței părintelui de a avea raporturi cu fiul său sunt suficiente pentru a se naște viața de familie, viață de familie care este protejată de Articolul 8 al Convenției.

## Descrierea cazului
Reclamantul, Kazim Görgülü, era un resortisant turc, care sa născut în 1969 și locuia în Germania. Reclamantul a avut o relație cu o femeie, în cursul căreia aceasta a rămas însărcinată. Ulterior cei doi s-au despărțit, iar femeia a dat naștere unui copil pe care l-a oferit spre adopție. Dl Görgülü nu a locuit niciodată împreună cu mama lui Christofer iar ulterior relației sale cu mama copilului sa căsătorit cu altă femeie. Reclamantul a aflat de acest lucru, însă nu a reușit să obțină el adopția, întrucât datele privind identitatea părinților deveniseră secrete. Ulterior a reușit să intre în contact cu părinții adoptivi ai copilului și cu minorul. La 10 ianuarie 2000 domnul Görgülü a depus o cerere oficială pentru custodia fiului său, Christofer, născut în afara căsătoriei și care era deja dat spre adopție fără acordul tatălui său unei familii germane. La 8 februarie 2001, instanța de tutelă a adoptat o măsură intermediară în care contactul între Christofer și tatăl său a fost să fie treptat crescut de la o oră la opt, timp de șase sâmbete consecutive. La 9 martie 2001, instanța a dat custodia unică a reclamantului, constatând că este în interesul superior al copilului. Cu toate acestea, la 20 iunie 2001, Curtea de Apel din Naumburg a respins cererea reclamantului pentru custodie. Instanța de recurs a considerat că, deși reclamantul a fost în măsură să aibă grijă de fiul său, împreună cu soția lui, cei doi având deja doi copii, acordare custodiei către tatăl biologic nu ar fi în interesul superior al copilului, pe motiv că o legătură profundă socială și emoțională s-a dezvoltat între el și familia lui vitregă, cu care minorul a trăit timp de un an și zece luni, și că el ar suferi daune grave și ireparabile psihologic dacă sunt separați de părinții adoptivi. De asemenea, Curtea a hotărât să suspende drepturile reclamantului de acces până la 30 iulie 2002, în interesul stabilității emoționale a minorului, luând în considerare neliniștea și insecuritate implicată de litigiu încă nesoluționat.
| “                                                         | 46...Curtea admite că o separare instantanee ĩntre familia de plasament și Christofer ar putea avea efecte negative asupra stării sale fizice și mentale. Cu toate acestea, având în vedere că reclamantul este părintele biologic al lui Christofer și incontestabil dispus și capabil să aibă grijă de el, Curtea nu este convinsă că Curtea de Apel Naumburg a examinat toate soluțiile posibile pentru această problemă. În special, acea instanță nu pare să fi examinat dacă ar fi fost posibilă o alternativă care să-i unifice pe Christofer și pe petent în ĩmprejurări care ar fi minimizat tensiunea resimțită de Christofer. În schimb, Curtea de Apel s-a concentrat aparent doar asupra efectelor iminente pe care o separare de părinți adoptivii ar avea-o asupra copilului, dar nu a reușit să ia în considerare efectele pe termen lung pe care o separare permanentă de tatăl său natural ar putea-o avea asupra lui Christofer. Soluția avută în vedere de către Curtea Districtuală, și anume facilitarea și creșterea contactelor, într-o etapă inițială, între petent și Christofer, care ar continua să trăiască cu familia lui adoptivă, nu pare să fi fost luată în considerare. | ” |
| — CEDO, petiția 74969/01, hotărârea din 26 februarie 2004 | |   |

## Decizia Curții
Curtea a constatat că între reclamant și fiul său există viață familială în sensul art. 8, datorită legăturii de sânge și a dorinței reclamantului a avea raporturi cu fiul său. În raport de necesitatea ingerinței în viața familială, Curtea a constatat că instanțele germane s-au mărginit a aprecia efectele asupra copilului care ar fi produse prin ruperea lui de familia adoptivă, fără să analizeze vreun moment efectele asupra copilului de a-l rupe de tatăl său biologic. Curtea a estimat că, deși pe termen scurt luarea lui din familia adoptivă ar fi putut avea efecte neplăcute asupra sa, interzicerea oricărui contact cu tatăl său ar putea conduce pe termen lung la efecte și mai neplăcute. De aceea, Curtea a considerat că instanțele germane ar fi trebuit să analizeze și aceste aspecte. De aceea, există o violare a art. 8.